# ミラノの銀行強盗
『ミラノの銀行強盗』（ミラノのぎんこうごうとう、イタリア語: Banditi a Milano; 別題: The Violent Four）は、1968年に公開されたカルロ・リッツァーニ監督によるイタリアのクライム映画。
映画は第21回カンヌ国際映画祭に出品予定だったがカンヌ国際映画祭粉砕事件のため中止された。アゴスティナ・ベッリの映画デビュー作でもあった。

## キャスト
| 役名           | 俳優                       | 日本語吹替                                           |
| 役名           | 俳優                       | 東京12ch版                                           |
| -------------- | -------------------------- | ---------------------------------------------------- |
| ピエロ         | ジャン・マリア・ヴォロンテ | 富田耕生                                             |
| バゼビ捜査課長 | トーマス・ミリアン         | 森川公也                                             |
| トージオ       | レイ・ラブロック           | 田中秀幸                                             |
| バルトーニ     | エツィオ・サンクロッティ   | 寺島幹夫                                             |
| 不明 その他    |                            | 青野武 嶋俊介 宮田光 藤本譲 国坂伸 島木綿子 青木明子 |
|                |                            |                                                      |
| 演出           | 演出                       | 高桑慎一郎                                           |
| 翻訳           | 翻訳                       | 岩本令                                               |
| 効果           |                            |                                                      |
| 調整           |                            |                                                      |
| 制作           | 制作                       | 東北新社                                             |
| 解説           | 解説                       | 南俊子                                               |
| 初回放送       | 初回放送                   | 1975年5月1日 『木曜洋画劇場』                        |